# Institut hospitalo-universitaire LIRYC
 (mai 2020).
 (mai 2020).
L'institut hospitalo-universitaire LIRYC ou l'institut des maladies du rythme cardiaque, est un des six instituts hospitalo-universitaires, créé sur le territoire français en 2011 dans le cadre du programme des investissements d'avenir, avec pour objectif de dynamiser la recherche médicale et l'innovation.
Cet institut est mené par les professeurs Pierre Jaïs, en qualité de directeur général et Michel Haissaguerre, en qualité de président d'honneur, ainsi que le docteur Mélèze Hocini, directrice générale adjointe. 
Il regroupe de multiples spécialités autour de l'électrophysiologie cardiaque, allant des canaux ioniques (permettant les échanges électriques dans les cellules) jusqu’à l'étude du cœur entier et des soins prodigués aux patients.

## Historique

### Présentation de l'institut
LIRYC est un institut de recherche fondamentale, clinique et de formation destiné à la compréhension, la prévention et la prise en charge des maladies du rythme cardiaque (fibrillation auriculaire, fibrillation ventriculaire et insuffisance cardiaque).
Il regroupe en un même lieu des chercheurs et médecins français et internationaux dans les domaines de la cardiologie, l’imagerie et le traitement du signal/modélisation, ayant des intérêts et des compétences communes en bioélectricité cardiaque.
LIRYC tire sa force d'une approche pluridisciplinaire combinant les domaines de la cardiologie, la chirurgie cardiaque, l'imagerie, l'hématologie ainsi que les sciences biologiques, mathématiques et de l'ingénieur, au service de l'étude des maladies du rythme cardiaque.
Organisé en équipes de recherche inter-institutionnelles, l'institut favorise des projets construits à l'interface entre la recherche et le soin, basés à partir et pour le patient.
LIRYC a pour ambition de participer aujourd'hui à la médecine de demain, pour révolutionner la prise en charge et la prévention des maladies du rythme cardiaque, au bénéfice direct du plus grand nombre de patients dans le monde.[passage promotionnel]

### La gouvernance
LIRYC est un des six instituts hospitalo-universitaires (IHU) créés dans le cadre du programme des Investissements d’Avenir lancé en 2010, pour renforcer l’attractivité de la France dans le domaine de la recherche médicale. Ces campus qui se veulent d’excellences scientifique et médicale, ont pour vocation commune d’inventer la médecine de demain, associant les meilleures équipes publiques et privées, avec une agilité d’action au service des patients, de la recherche et de l’innovation.
L’institut a été structuré sous la forme d’une fondation de coopération scientifique, abritée par la Fondation Bordeaux Université. Ses fondateurs veillent au bon fonctionnement de l’institut et accompagnent l’orientation stratégique de LIRYC.
4 membres fondateurs :
- Université de Bordeaux
- Région Nouvelle-Aquitaine
- CHU de Bordeaux
- Institut national de recherche en sciences et technologies du numérique (INRIA)

2 partenaires académiques :
- Centre national de la recherche scientifique (CNRS)
- Institut national de la santé et de la recherche médicale (Inserm)

1 Fondation de coopération scientifique :
- Fondation Bordeaux Université

### Les missions

#### La recherche
La force du programme de recherche de LIRYC réside d’une part dans le fait que les axes de recherche émergent directement de la clinique et des observations faites sur les patients et d’autre part sur le choix d’une approche très focalisée sur les maladies du rythme cardiaque.
Grâce à son approche multidisciplinaire combinant l'électrophysiologie cardiaque, la cartographie haute résolution, les mathématiques ou encore la modélisation, l’institut est en mesure de conduire des programmes ambitieux en rythmologie cardiaque.
L’excellence scientifique de LIRYC est régulièrement soutenue par de prestigieuses institutions nationales et internationales pour porter de nouveaux programmes de recherche et d’innovation, à travers l’attribution de subventions de recherche.
La recherche au sein du LIRYC s'articule autour de quatre grands pôles de recherche :
1. Modélisation,
2. Pathophysiologie (réunissant les équipes de recherches tissulaire, cellulaire et de bioénergies et métabolisme),
3. Technologie pour la santé (avec les équipes d’imagerie, de traitement du signal et des sciences de données multimodales),
4. Recherche clinique

Les chercheurs étudient en priorité la fibrillation auriculaire, la fibrillation ventriculaire, l'insuffisance cardiaque, dans le but de mieux comprendre leurs mécanismes aux échelles cellulaire, tissulaire, métabolique, bioénergétique et mécanique.

#### L'innovation
Seuls ou en étroite collaboration avec des équipes de recherche industrielles du monde entier, les chercheurs et cliniciens travaillent quotidiennement pour :
- développer de nouveaux outils de diagnostic moins invasifs, plus précis et plus personnalisés selon les patients,
- développer des prototypes et tester la preuve de concept,
- développer de nouveaux matériaux de soin et de simulation,
- identifier et valider de nouvelles cibles pharmaceutiques.

À travers une politique de valorisation, Liryc s’entoure de partenaires industriels et de financeurs ayant les meilleurs atouts pour contribuer à l’optimisation de ses inventions, accélérant ainsi leur mise à disposition au bénéfice des patients. Liryc collabore à la fois avec les grands industriels du dispositif médical, du médicament ou de l’imagerie, les grands groupes, mais aussi les startups, et les entreprises locales.
Autre volet de sa politique d’innovation, Liryc héberge et accompagne la création de startup, issues des travaux de recherche des équipes. À ce jour, trois startups ont été créées et sont hébergées à l’institut, et de nombreux autres projets sont en cours.

#### Le soin
Le savoir-faire des équipes médicales et paramédicales de Liryc s’exerce au sein d’une organisation parfaitement intégrée, sur les sites de l’hôpital cardiologique Haut-Lévêque, Saint-André, et du CHU de Bordeaux.
Les différentes équipes cliniques travaillent étroitement avec les équipes de recherche fondamentale : chirurgie cardiaque et vasculaire, maladies cardiaques congénitales, génétique médicale, fonctions pulmonaires, maladie des valves cardiaques - coronarienne - réadaptation, électrophysiologie et stimulation, imagerie diagnostique et thérapeutique, traitement de l'insuffisance cardiaque.
On peut attribuer aux équipes de soins des avancées scientifiques majeures en matière de fibrillation auriculaire et ventriculaire ou encore de resynchronisation cardiaque. Ces progrès, construits à l’interface de la clinique et de la recherche, ont conduit à de nouvelles stratégies thérapeutiques mises en œuvre dans le monde entier.

#### La formation
La mission de Liryc est de diffuser les connaissances issues des recherches et des pratiques cliniques, pour permettre une prise en charge optimale des patients dans le plus grand nombre de centres à travers le monde. À ce titre, Liryc propose des formations pour les médecins, étudiants, ingénieurs et chercheurs français et internationaux tout au long de l'année. Ces formations conjuguent une approche théorique et pratique transversale, entièrement consacrée à l’électrophysiologie, en s’appuyant sur sa plateforme unique d’équipements de pointe.
Le programme de formation continue, offre aux participants des sessions théoriques sur les fondamentaux mais aussi des mises en pratique sur les techniques. Ces sessions, construites en partenariat avec les industriels leader de l’électrophysiologie, comprennent non seulement des études de cas intensives mais également des sessions pratiques de simulation, des ateliers et des retransmissions de cas en direct. C’est une occasion unique pour les participants de rencontrer des experts de renommée mondiale et de s’informer sur les techniques de pointe.
Liryc s’engage également dans des programmes de formation diplômante universitaire dans les domaines de l’électrophysiologie cardiaque, de l’ingénierie appliquée à la cardiologie et de l’imagerie cardiaque, en proposant des summer schools ou des diplômes universitaires.

## Thèmes de recherche

### Fibrillation auriculaire

#### Comprendre
La fibrillation auriculaire est l’arythmie la plus fréquente, touchant 1 à 2% de la population dans le monde,. Son apparition est favorisée par des troubles cardiaques préexistants (infarctus, infarctus du myocarde, atteintes valvulaires...), des affections hormonales (thyroïde), l’obésité et le diabète. Elle se manifeste par une activation électrique anarchique et donc une contraction inefficace de l’oreillette, favorisant la formation de caillots sanguins. Très invalidante, c’est également le principal responsable des accidents vasculaires cérébraux et c’est un facteur de risque d’insuffisance cardiaque et de démence.

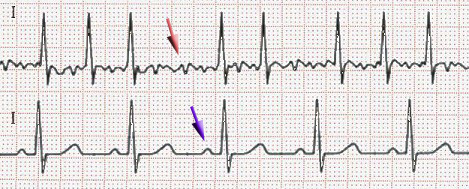
Tracé d'une fibrillation auriculaire (ligne du haut)

#### Traiter
Les cliniciens de Liryc ont identifié dans les années 90 les sources de la fibrillation auriculaire, permettant le développement d’un traitement : une procédure d'ablation par cathéter. L'ablation vise à créer une barrière électrique complète et durable autour des veines pulmonaires, afin d’exclure ces sources d’arythmie et rétablir le rythme sinusal.

### Fibrillation ventriculaire

#### Comprendre
La fibrillation ventriculaire est l'arythmie cardiaque la plus mortelle, responsable de 350 000 morts subites en Europe chaque année, soit une mort toutes les 10 minutes. Elle se manifeste par une activation électrique rapide et désorganisée des ventricules, avec pour conséquence immédiate, la perte de toute contraction cardiaque efficace.

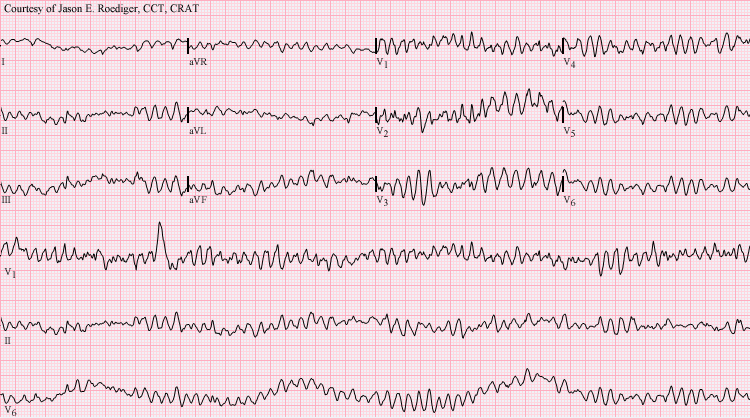
Tracé d'une fibrillation ventriculaire

#### Traiter
L’absence d’intervention dans les 5 minutes est le plus souvent fatale, ou abouti à des lésions cérébrales irréversibles. De nos jours, la seule thérapie effective est le choc électrique, qui permet de rétablir un rythme sinusal normal.
Les cliniciens de Liryc ont mis en évidence certaines sources de la mort soudaine par fibrillation ventriculaire. Ces sources sont localisées dans le cœur au niveau du réseau de Purkinje. Ce réseau électrique du cœur est essentiel à la contraction cardiaque. La destruction par thermoablation, mise au point à Liryc, de ces sources d’arythmie représente une approche novatrice et curative des fibrillations ventriculaires afin de prévenir les morts soudaines.

### Insuffisance cardiaque

#### Comprendre
L’insuffisance cardiaque touche 1 million de personnes en France et concerne essentiellement les personnes âgées de plus de 65 ans. Elle a un fort impact sur la qualité de vie des patients atteints sur le long court (difficulté à respirer, fatigue, confusion mentale…).
L’insuffisance cardiaque est une défaillance de la pompe cardiaque qui devient incapable d’assurer convenablement l’apport nécessaire en oxygène et en nutriments pour le bon fonctionnement des organes. Le cœur, désynchronisé, perd son harmonie de propagation de l’influx électrique et donc de la contraction qui en résulte. Ainsi, une paroi peut se contracter pendant qu’une autre est au repos avec pour conséquence une perte majeure d’efficacité et un épuisement progressif.

#### Traiter
Les cliniciens de Liryc ont contribué au développement de la resynchronisation cardiaque. Cette thérapie consiste à implanter des sondes de stimulation dans les cavités ventriculaires. Son but : corriger les désynchronisations électriques afin d’harmoniser la contraction des ventricules pour assurer un meilleur débit cardiaque.

## Infrastructure
Depuis 2015, les équipes sont accueillies dans un bâtiment de plus de 7500 m², sur le site de l'Hôpital Xavier Arnozan, à Pessac. Une liaison physique entre le bâtiment de la Plateforme technologique d’innovation biomédicale (PTIB), où les chercheurs étaient basés depuis 2011, a été conçue afin de permettre à l’institut d’assurer une forte proximité entre les équipes de recherche favorisant les échanges et la communication. Un centre d’accueil et d’hébergement pour jeunes chercheurs de toutes origines géographiques complète ce bâtiment.
Le bâtiment offre une plateforme technologique de recherche médicale et d’innovation, combinant des équipements de recherche de pointe unique en Europe et un savoir-faire en électrophysiologie (optical mapping…), cardiologie interventionnelle, imagerie (IRM à haute résolution 9,4 teslas), modélisation et traitement du signal, ainsi qu’un pôle de formation pour étudiants, ingénieurs et chercheurs en collaboration avec les principaux industriels biomédicaux.